# Bete Gebriel-Rufael
Bete Gebriel-Rufael ou Biet Gabriel et Rafael est une église éthiopienne orthodoxe située à Lalibela, dans l’Amhara, en Éthiopie.
C'est une des onze églises rupestres de la ville. Elle fait partie du groupe de quatre églises situées au sud-est.

## Description
C'est un édifice formidable, de type hypogée. Flanqué au nord de gigantesques arcades, il est juché sur un socle, couronné de terrasses et de parapets, coupé de tranchées. Une citerne, ou un fossé, est visible au pied de la façade nord.
À l'intérieur, le pilier principal mesure 16 m de haut. L'ensemble de l'édifice mesure 19,5 sur 17,5 m selon certains auteurs 26,2 sur 12,4 m selon d'autres.
Avec sa vue étendue sur la plaine, Biet Gabriel et Rafael semble être plus une forteresse qu'un monument religieux. C'était peut-être une résidence royale.
On accède à la partie supérieure de Bete Gebriel-Rufael par un sentier escarpé menant à une unique porte basse et irrégulière qui semble plus être l'entrée d'une grotte que celle d'une église. Cette église ressemble à une grotte car, selon Peter Eeckhout, celle-ci était un ancien bâtiment qui avait été excavé par les païens, puis transformé en église. Ceci est prouvé par la direction des fenêtres de cet édifice. En effet, les fenêtres ont été percées vers l'est, comme l'exigeait la religion chrétienne. Le contraste entre la porte basse irrégulière et les porches ouvragés des autres églises ainsi que son accès malaisé figureraient symboliquement la «Porte du Paradis»; chacun doit ainsi savoir que y entrer est difficile. À l'intérieur se trouvent deux salles utilisées comme chapelles dédiées à Raphael et Gabriel, où un autel se tient. Cet autel comporte une inscription en guèze qui est une dédicace du roi Gebre Mesqel Lalibela adressant une prière de remerciement à l'archange Gabriel, lui dédiant cet autel.
Près du site, débouchent deux tunnels qui conduisent, l'un à Bet Giyorgis sur plusieurs centaines de mètres vers l'ouest et l'autre vers l'est sur environ 50 m vers les autres églises du groupe.

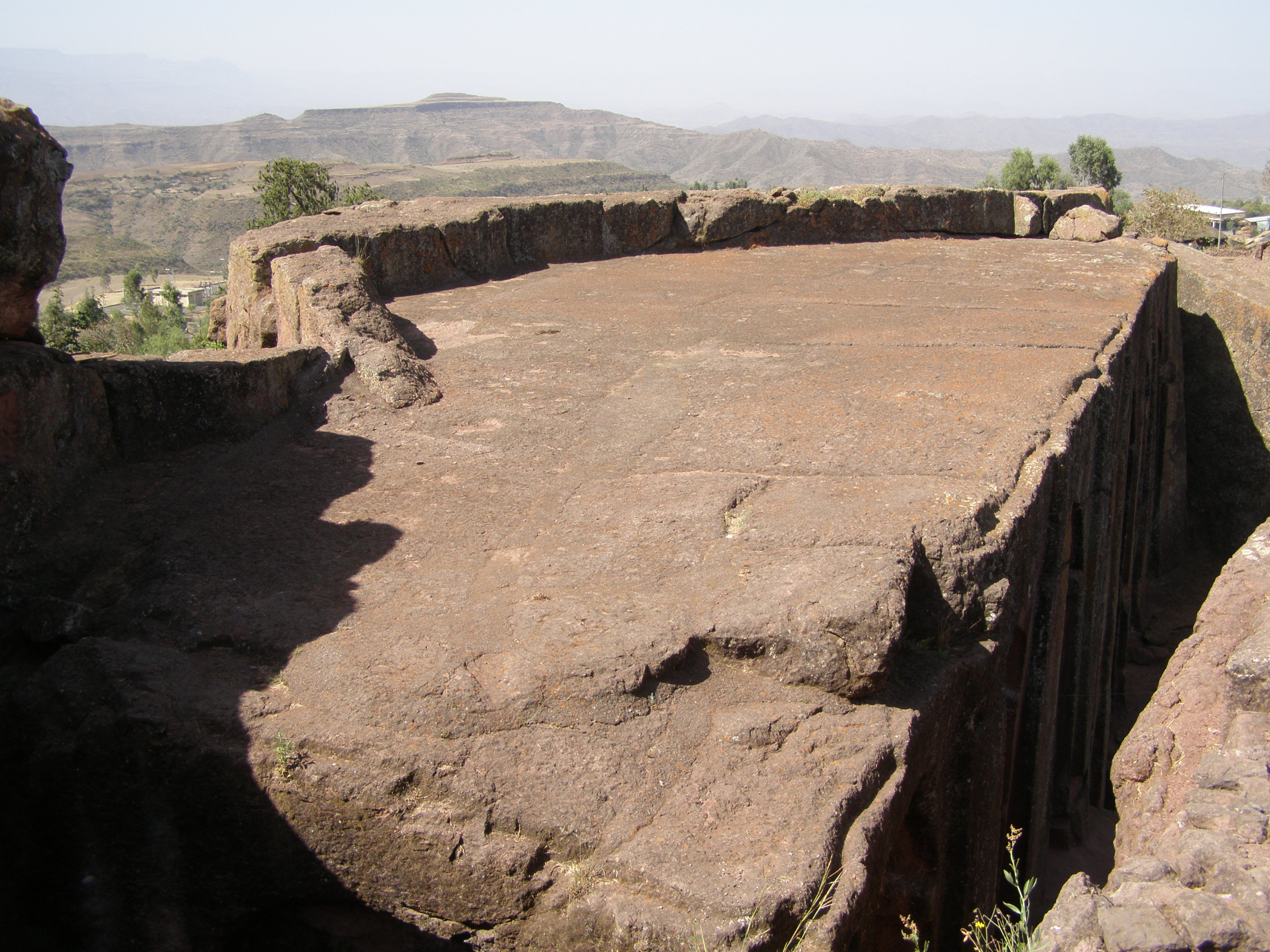
Terrasse avec vue sur les environs
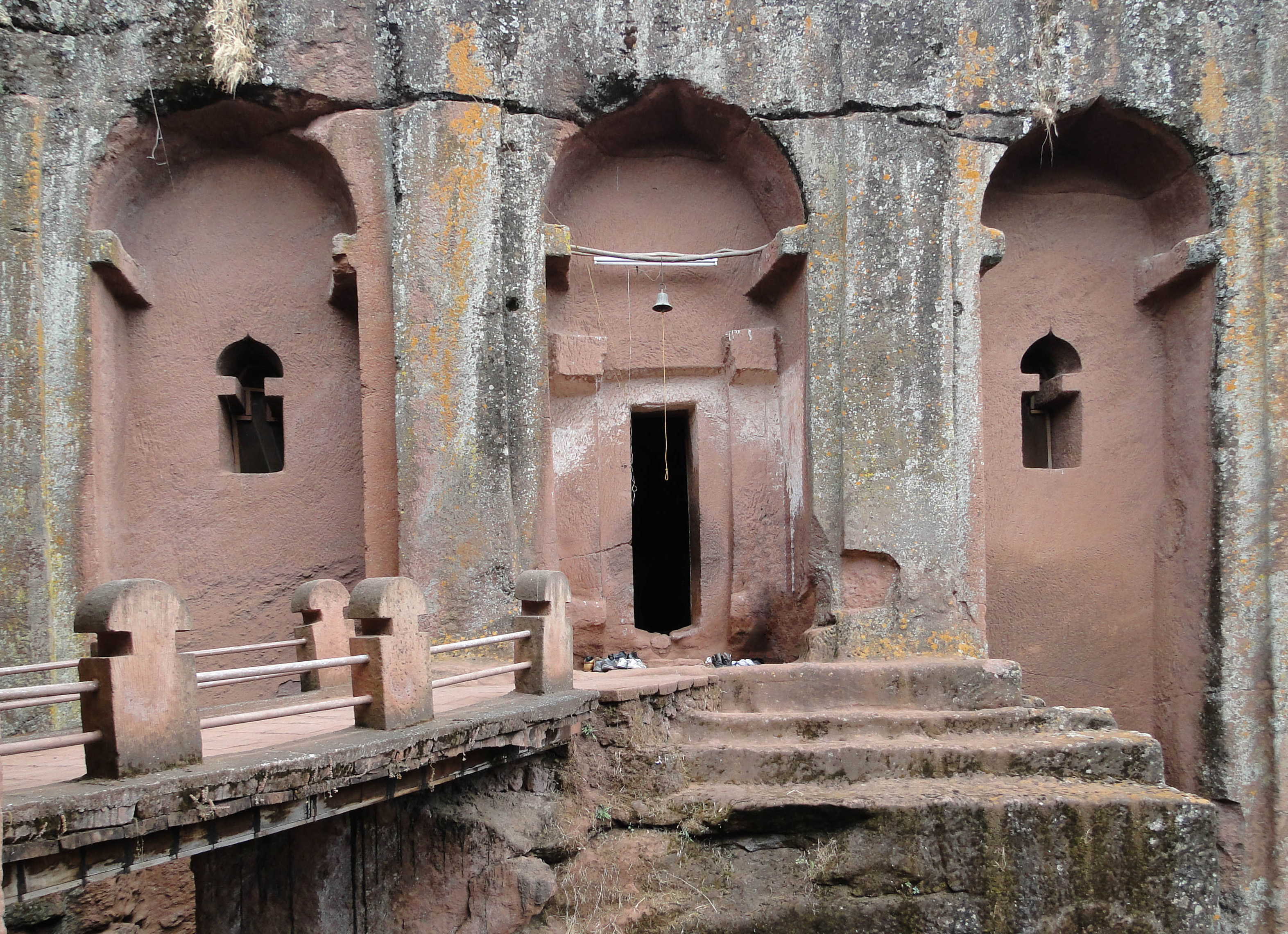
Accès à l'église
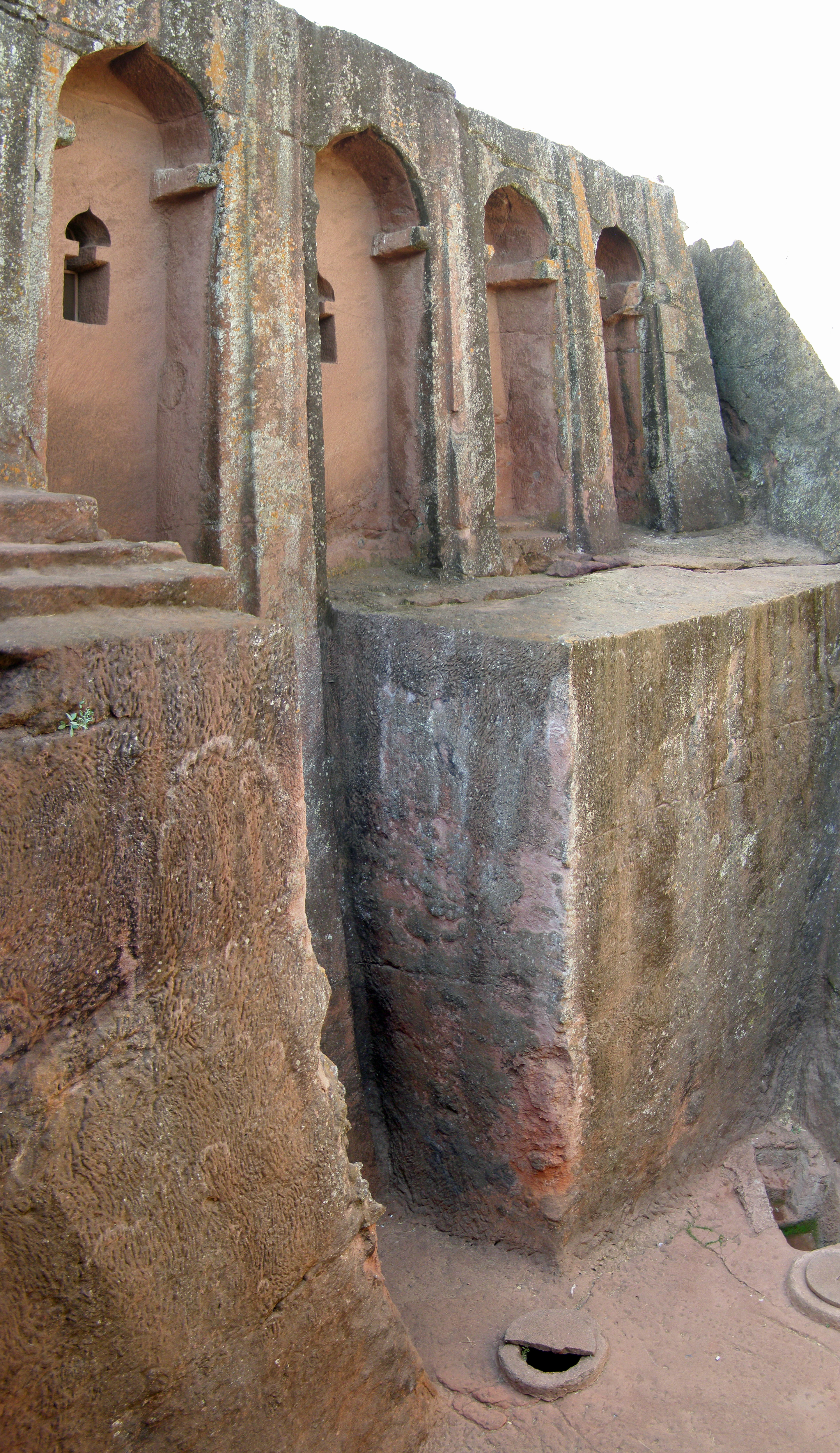
Aperçu de la hauteur totale et vue sur la citerne